# Moto Anjos
Moto Anjos es un largometraje brasilero de acción y drama dirigido por Joe Tripician. Es
producido por Alain Fresnot y Hitesh Patel y coproducido por Serge Levin. A su vez, los productores ejecutivos son
Gilson Schwartz, Dexter Davis y Cecilia Tripician, esposa de Joe Tripician, mientras que el guion fue escrito
por Joe Tripician, Nicol Alexander, Richard Dantas,Leandro Maciel y Gilson Schwartz. A su vez, las compañías productoras
son Iconomía, en Brasil, D Street Pictures, en Estados Unidos, y Isle Empire Pictures, en el Reino Unido.
Moto Anjos es filmado en San Pablo, Brasil, y cuenta con las actuaciones de Vinicius de Oliveira, Maria Flor,
Daniela Lavender, Luca Bianchi y Serge Levin, entre otros.

## Argumento
Alexander (Alex) es un motociclista que vive en San Pablo, arriesgando su vida. Una noche, su hermano menor
roba la motocicleta de Alex empleando un arma. Luego, Alex decide recuperar su motocicleta y ayudar a su hermano, junto con sus amigos motociclistas y con Lilian, una interna del "Centro de Comando de Tráfico". Sin embargo, Alex es testigo de un asesinato, por lo que debe arriesgar su vida una vez más al ser perseguido
por los delincuentes.

## Reparto
- Vinicius de Oliveira = Alexander (Alex).

- Maria Flor = Lilian.

- Daniela Lavender = Policía de Asuntos Internos.

- Serge Levin = Whitey.

- Luca Bianchi = Theta.